# Subgénero Macrochordion
Macrochordion es un subgénero del género Aechmea perteneciente a la familia de las bromeliáceas.

## Especies
- Aechmea alba Mez
- Aechmea bromeliifolia (Rudge) Baker
- Aechmea chlorophylla L.B. Smith
- Aechmea lamarchei Mez
- Aechmea maasii Gouda & W. Till
- Aechmea maculata L.B. Smith
- Aechmea pabstii E. Pereira & Moutinho
- Aechmea triangularis L.B. Smith
- Aechmea turbinocalyx Mez